# Fossé de l'Aumône
Le Fossé de l'Aumône est un des cinq quartiers de la ville de Gennevilliers dans les Hauts-de-Seine.

## Situation
Ce quartier de Gennevilliers placé au sud de la rue Louis-Calmel et à l'est de la rue Jean-Jaurès, s'étend, sous le quartier du Luth, au nord-ouest de la ville.

## Origine du nom
L'origine de ce nom pourrait être un bras mort de la Seine appelé « Fossé de l’Aumont », altération de « l’eau morte ». Une autre explication serait que ce mot « aumône » serait une taxe appelée « franche aumône » qui à la suite d'une hoirie, devait être payée à l’abbaye de Saint-Denis.

## Historique

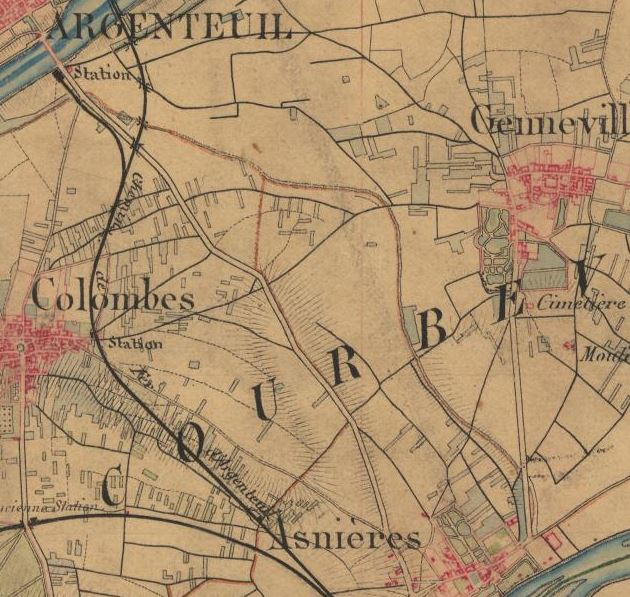
Le tracé du fossé de l'Aumône sur la carte d'état-major, 1820-1866.

De tout temps, la plaine de Gennevilliers a été la cible d'inondations. Ce fossé, long d'un peu plus de quatre kilomètres, et en partie d'origine naturelle, fut entretenu pendant le Moyen Âge de façon à protéger la presqu’île de Gennevilliers lors des inondations, le fossé permettant aux eaux de s'écouler dans la Seine. Il allait  du  pont de Clichy au Pont d'Argenteuil en coupant la boucle du fleuve.
Des digues furent construites, puis améliorées sous le règne de Louis XIII, puis entretenues par le duc de Choiseul, propriétaire du château de Gennevilliers.
Il apparaît au XVIIIe siècle sur la carte des Chasses du Roi, où il est orthographié fossé de Laumaune.
En 1789, l’abbaye de Saint-Denis perd la propriété du fossé considéré comme bien du clergé, et certains acquéreurs le comblent pour en faire des terres de culture.
Entre 1811 et 1813, ses digues furent élevées à 7,30 mètres. En 1832, il est toutefois doublé par la digue de Colombes, haute de quatre mètres. La largeur du fossé est alors de vingt mètres.
Lors de la crue de la Seine de 1910, il permet de contenir la montée des eaux pendant quatre jours.
Il est représenté en 1889 par une toile de Gustave Caillebotte intitulée Vue du Petit-Gennevilliers depuis le «fossé de l’Aumône»,.
Longtemps laissé à l'abandon, le fossé est comblé à partir de 1928.

## Tracé

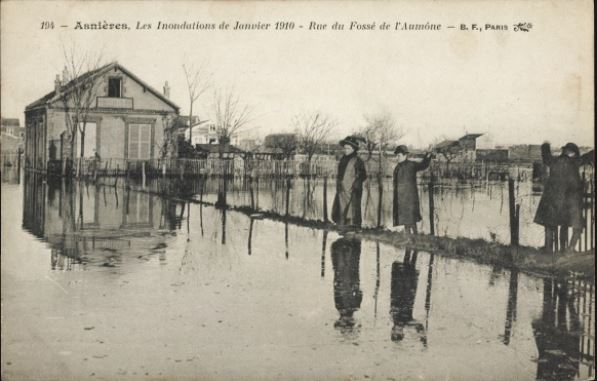
La rue du Fossé de l'Aumône lors de la crue de la Seine de 1910.

En partant de l'avenue des Grésillons au sud, près de la place Voltaire, son tracé correspond approximativement à la rue des Bas, puis au boulevard Pierre-de-Coubertin, c'est-à-dire à la ligne 13 du métro de Paris. À la station des Agnettes, il bifurque vers l'ouest et est rejoint par la A86 puis l'avenue d'Argenteuil et se termine avant la Seine et le pont d'Argenteuil dans le quartier du Petit-Gennevilliers. À cet endroit, occupé aujourd'hui par les locaux de Safran Aircraft Engines, se trouvait autrefois un bassin où se déversaient les eaux du fossé.
Sur toute sa longueur, il marque la limite entre Asnières-sur-Seine et Gennevilliers, puis Colombes et Gennevilliers,

## Le quartier
Ce quartier a été profondément remanié dans les années 1970, lui faisant perdre ses jardins familiaux pour céder la place à de nouvelles habitations. Les travaux, de 1958 à 1960, y élèvent plus de mille logements, composés essentiellement de barres.
En 2020, il est peuplé d'environ quatre mille cinq cents habitants.
Une rue du Fossé-de-l'Aumône existe toujours.